# (29346) Mariadina
(29346) Mariadina (1995 DB13) – planetoida z pasa głównego asteroid okrążająca Słońce w ciągu 4,55 lat w średniej odległości 2,74 j.a. Odkryta 25 lutego 1995 roku.